# Impatiens porrecta
Impatiens porrecta är en balsaminväxtart som beskrevs av Nathaniel Wallich. Impatiens porrecta ingår i släktet balsaminer, och familjen balsaminväxter. Inga underarter finns listade i Catalogue of Life.